# Aucklandska ožina
Aucklandska ožina, znana tudi kot ožina Tāmaki, je ozek del zemlje na Severnem otoku Nove Zelandije v regiji Auckland in lokacija osrednjega predmestja mesta Auckland, vključno s centrom mesta. Ožina je med dvema riasoma (potopljenima rečnima dolinama): pristaniščem Waitematā na severu, ki se odpira v zaliv Hauraki / Tīkapa Moana in Tihi ocean, ter pristaniščem Manukau na jugu, ki se odpira v Tasmanovo morje. Ožina je najjužnejši del polotoka Northland.
Aucklandsko ožino na vzhodni strani omejuje reka Tāmaki, na zahodu pa reka Whau; dva plimska estuarija pristanišča Waitematā. Uporabljali so jih kot nosilce zgodnjih maorskih selitvenih kanujev in Tāmaki Māori za prečkanje ožine (prečkanje reke Tāmaki, znano kot Te Tō Waka, in reka Whau kot Te Tōangawaka). Skozi zgodnjo zgodovino evropskih naseljencev so bili kanali različno obravnavani pri obeh prehodih, vendar so bili do leta 1910 ti projekti opuščeni.
Ožina je bila središče konfederacije iwijev Waiohua v 17. in zgodnjem 18. stoletju, ki je življenje osredotočila na kompleksno utrjeno pā Maungawhau / Mount Eden in Maungakiekie / One Tree Hill. Po porazu vrhovnega poglavarja Kiwija Tāmakija okrog leta 1740 je ožina postala rohe Ngāti Whātua Ōrākei. Leta 1840 so evropski naseljenci v pristanišču Waitematā ustanovili mesto Auckland, ki so mu kmalu zatem sledila ograjena mesta Onehunga, Ōtāhuhu in Panmure. Mesto se je razvilo navzven iz pristanišča Auckland in do sredine 20. stoletja je bila ožina skoraj popolnoma urbanizirana. Celotna ožina, ki je bila prvotno organizirana kot vrsta razdrobljenih zemljiških odborov, okrajev in mest, je bila med novozelandskimi reformami lokalne uprave leta 1989 združena v eno samo lokalno oblast, imenovano Auckland City, ki je trajala do združitve vseh lokalnih oblasti v regiji Auckland leta 2010.
Od evropske kolonizacije regije je ožina doživela velike spremembe v pokrajini in infrastrukturi, vključno s kamnolomi vulkanskih stožcev na Aucklandskem vulkanskem polju, izsuševanjem močvirij in mokrišč za kmetijska zemljišča ter stanovanjskimi objekti in melioracijo zemljišč na obali Aucklanda. Obsežni infrastrukturni projekti, vključno z železniškim omrežjem v 1870-ih, aucklandskimi cestami iz 1950-ih in mostovi (predvsem Aucklandski pristaniški most, ki je bil odprt leta 1959 in povezuje ožino s Severno obalo), so spodbudili rast prebivalstva in predmestja širjenje, tako na ožini kot v širši regiji Auckland.

## Geološka zgodovina
Ožina je oblikovana iz odsekov zgodnje miocenske morske sedimentne kamnine skupine Waitemata s kvartarno vulkansko kamnino iz geološko nedavnih vulkanskih izbruhov in tokov lave. Pred približno 23 milijoni let so tektonske sile med Pacifiško in Avstralsko ploščo potisnile Aucklandsko ožino in okoliška območja v globino 2000–3000 metrov pod morsko gladino. To je oblikovalo širok sedimentni bazen, zaščiten z velikim vulkanom Waitākere na zahodu. Sedimentne kamnine skupine Waitemata so nastale z erodiranjem usedlin s polotoka Northland, takrat dvignjenega otoka. Ker so se tektonske sile spremenile, je bil začetek dvignjen pred približno 17 milijoni let.
Ožina v svoji sedanji strukturi je nastala na koncu zadnjega ledeniškega maksimuma (lokalno znanega kot poledenitev Ōtira), pred 12.000 in 7000 leti. Ko se je morska gladina dvignila, se je rečna dolina na severu, ki je bila vrezana skozi miocenske morske usedline skupine Waitemata, utopila in postala plimski estuarij, pristanišče Waitematā. Podoben proces se je zgodil v pristanišču Manukau na jugu. Med zadnjim ledeniškim maksimumom je na sodobni ožini prevladoval gozd podokarpnih kritosemenk, kot so kahikatea, Prumnopitys taxifolia (matai) in drevesne praproti, kot je Alsophila smithii (kātote). Ko se je območje segrelo, so velik del podokarpskega gozda izpodrinile Myrtaceae, kot sta pōhutukawa in Ascarina lucida. Pred človeško poselitvijo je bil velik del ožine pokrit s širokolistnimi drevesnimi gozdovi, predvsem drevesi Beilschmiedia tarairi (taraire) in Vitex lucens (pūriri).
Velik del Aucklandskega vulkanskega polja je na ožini Auckland, vključno z nekaterimi najvidnejšimi vulkani iz bazaltnega tufa in skorije: Maungawhau / Mount Eden, Maungakiekie / One Tree Hill, Ōhinerau / Mount Hobson, Maungarei / Mount Wellington in Ōwairaka / Mount Albert. Večina teh vulkanov je izbruhnila v zadnjih 30.000 letih, vendar sta najstarejša identificirana vulkana na ožini vulkana Albert Park in Glover Park, ki sta po ocenah izbruhnila pred 145.000 oziroma 161.000 leti). Vulkanska dejavnost je povzročila, da je velik del kopnega na ožini nastal iz vulkanske kamnine, kot na primer izbruh Te Kōpuke / Mount Saint John (pred približno 28.000 leti), ki je povzročil tok lave, ki je prečkal ožino in oblikoval greben Meola v pristanišče Waitematā.
Vulkanizem je vplival na geografijo ožine in ustvaril edinstvena gozdnata območja in močvirja. Pod večjim delom ožine so jame lave, nastale zaradi izbruhov, kot je Maungawhau / Mount Eden (pred približno 28.000 leti). Jame, znane kot Ngā Ana Wai Tāmaki Māori, so napajale svežo vodo v izvire in močvirja okoli Sandringhama in Western Springsa. Izbruh Maungarei/Mount Wellington (pred približno 10.000 leti) je zamašil obstoječe potoke na ožini in povzročil nastanek Waiatarua, nekdanjega jezera in sedanjega rezervata mokrišč/igrišče za golf v Remuera/Meadowbank. Nizko ležeča močvirja so bila pretežno porasla s Cordyline australis (tī kōuka) in Phormium tenax (harakeke), nastala pa so tudi za plažnimi nanosi ob ustjih potokov.
Vulkanski izbruhi so privedli do nastanka skalnega gozda Epsom / skalnega gozda Almorah, ekosistema, edinstvenega za ožino, sestavljenega iz dreves, kot so Meryta sinclairii (puka), Litsea calicaris (mangeao), Alectryon excelsus (tītoki), Melicytus ramiflorus (māhoe), Piper excelsum (kawakawa) in Pseudopanax lessonii (houpara), ki rastejo predvsem v okolju s skalami in listnim humusom, z minimalno prstjo. Največje preostalo območje avtohtonega grmovja na ožini je rezervat Kepa Bush na robu potoka Purewa v južnem zalivu Mission Bay, kjer drevesa kohekohe prevladujejo v starih delih rezervata.
Ožina je del ekoregije zmernih kauri gozdov severne dežele, Lokalno ožina skupaj z okoliškimi nižinskimi območji in severno obalo vse do zalivov vzhodne obale tvori ekološko okrožje Tāmaki Ministrstva za varstvo narave. Zahodna stran ožine služi kot meja med bioregijama zahodni Northland in Hauraki-Auckland za kopenske polže.
Zaradi dolžine polotoka Northland obstajajo velike razlike v plimovanju med dvema pristaniščema, ki mejita na ožino. Ko visoka plima doseže pristanišče Waitematā, potrebuje približno 3,5 ure, da visoka plima doseže pristanišče Manukau.

## Človeški kontekst

### Zgodovina Maorov
Aucklandska ožina je bila zgodnja lokacija, ki so jo obiskali številni maorski selitveni kanuji, vključno z Matahourua, Aotea, Mātaatua, Tainui, Tākitimu, Tokomaru, Te Wakatūwhenua in Moekākara waka. Območje se je imenovalo Tāmaki Makaurau, kar pomeni »Tāmaki, ki si ga želijo mnogi«, glede na zaželenost njegovih naravnih virov in geografije. Tāmaki Māori je ugotovil, da je ožina pomembna strateška lokacija zaradi rodovitne prsti in bogatih virov iz dveh pristanišč, ki omejujeta ožino.
Prevozi, kjer je bilo mogoče wako premikati po ožini na njenih najožjih točkah, so bile pomembne značilnosti ožine za Tāmaki Māori. Najpomembnejši med njimi je bil Te Tō Waka, na sodobni lokaciji Portage Road, Ōtāhuhu južno od Ōtāhuhu / Mount Richmond, kjer je le 200 metrov kopnega ločevalo pristanišče Manukau od reke Tāmaki. Druga večja vrata so bila Karetu, ki je bil južno od regionalnega parka Mutukaroa / Hamlins Hill, in Te Tōanga Waka (Whau Portage), ki je povezoval reko Whau, Avondale Creek (Waitahurangi) s Karako, ki je bila obala v pristanišču Manukau v Green Bayu. Poleg prevoznih so bile ustvarjene poti čez ožino, ena najbolj opaznih je bila cesta Karangahape, ki povezuje osrednjo ožino s Cornwallisom / Karangahape v južnem pogorju Waitākere.
Med 13. in 18. stoletjem je bil velik del ožine izkrčen in namenjen gojenju kūmara (sladkega krompirja). Zemljišče je bilo podvrženo obdobjem spreminjajočega se obdelovanja, ko je bila zemlja, ko je bila zemlja izčrpana, obdelana nova njiva, na prvo pa so se naselile hitro rastoče avtohtone rastline. Po žetvi so bili pridelki shranjeni v rua kūmara, skladišču, nameščenem nad suho jamo, ki jo pogosto najdemo na vulkanskih stožcih ožine.
V 17. stoletju je poglavar Hua Kaiwaka združil plemena na ožini v konfederacijo, imenovano Waiohua, zveza, ki je trajala tri generacije do začetka 18. stoletja. Na tisoče ljudi je živelo v utrjenih kompleksih pā na Maungawhau / Mount Eden in Maungakiekie / One Tree Hill, naselbine Waiohua pa so bile najdene v Maungarei, Onehunga, Remuera, Ōrākei, Kohimarama, Rarotonga / Mount Smart, Te Tatua-a-Riukiuta , Ōwairaka / Mount Albert, dolina Waihorotiu (sodobni Auckland CBD), poleg Māngereja južno od ožine. Skoraj vsi hribi, rti in gore na ožini imajo nekaj zgodovine zasedenosti Maorov. Te Taoū hapū Ngāti Whātua je okoli leta 1741 premagal Kiwija Tāmakija, najvišjega poglavarja Waiohua, v bitki pri Paruroi (Big Muddy Creek) v spodnjem pogorju Waitākere. Potem ko so bili Waiohua poraženi v nizu bitk, so se nekateri člani Te Taoū naselili v Tāmaki Makaurau in se poročili z Waiohua, kasneje pa so postali znani kot Ngāti Whātua Ōrākei. V tem obdobju so ožino začeli pogozdovati zaradi razmeroma majhne populacije Ngāti Whātua Ōrākei. V 1780-ih je Te Tahuri, poglavar Te Taouja, podaril zemljišče na zahodni obali reke Tāmaki Ngāti Pāoa pri Mokoii (današnji Panmure) in v eni generaciji je Ngāti Pāoa skoraj številčno presegel Ngāti Whātua na ožini. Medtem ko sta Ngāti Whātua in Ngāti Pāoa sprva mirno sobivala, se je incident med ekspedicijo na morske pse, ki je povzročil smrt Tarahawaikija (očeta Apihaija Te Kawauja), začel cikel maščevalnih napadov med Ngāti Whātua/Waiohua in Ngāti Pāoa. Medtem ko se je vzpostavljanje miru Ngāti Whātua in Ngāti Pāoa začelo leta 1793, je Ngāpuhi s severa napadel Ngāti Pāoa, kar je doseglo vrhunec v bitki pri izlivu reke Tāmaki, kjer je Ngāti Pāoa ubranil Ngāpuhija. Ko sta misijonarja Samuel Marsden in John Gare Butler leta 1820 obiskala ožino, je ob obalah reke Tāmaki živelo na tisoče prebivalcev.
Konec leta 1821 med mušketnimi vojnami je Ngāpuhi taua (vojna skupina), ki jo je vodil Hongi Hika, napadla Mauināina pā in vas Mokoia na bregovih reke Tāmaki (današnji Panmure), kar je povzročilo veliko smrtnih žrtev. Ta incident je zaznamoval začetek obdobja, ko je bila ožina najbolj zapuščena, ko so se Tāmaki Māori zatekli v regije stran od grožnje plenilcev Te Tai Tokerau Māori, ki je trajala do zgodnjih 1830-ih. Ngāti Pāoa so se začeli vračati v regijo zaliva Hauraki v 1820-ih, vendar so se osredotočili predvsem na ponovno naselitev otoka Waiheke, kjer je bilo veliko trgovinskih priložnosti s kitolovci. Ngāti Whātua so se vrnili na ožino do sredine 1830-ih in se ponovno naselil na območju Māngere Bridge-Onehunga. Do leta 1840 je bil velik del pokrajine Aucklandske ožine pokrit s praprotjo. Obala pristanišča Waitematā je bila poseljena z drevesi pōhutukawa, vendar so v 1840-ih letih večino zrelih primerkov posekali, da bi jih uporabili za gradnjo ladij.

### Evropska zgodovina

#### Zgodnje kolonialno obdobje
Leta 1840 po podpisu pogodbe iz Waitangija je vrhovni poglavar Apihai Te Kawau Williamu Hobsonu, prvemu guvernerju Nove Zelandije, podelil tuku (strateško darilo) zemljišča v Waihorotiuju v pristanišču Waitematā, kot lokacijo za razvoj glavnega mesta kolonije. Ta lokacija je postala sodobno mesto Auckland, začenši s pristaniščem, ki se je razvilo okoli Commercial Baya. Sredi leta 1840 je Apihai Te Kawau preselil večino Ngāti Whātua iz pristanišča Manukau v Remuera-Ōrākei v pristanišču Waitematā, bližje novemu naselju Auckland. Na obeh straneh ožine so bila ustvarjena dvojna pristanišča za evropsko naselitev: pristanišče Auckland v pristanišču Waitematā in pristanišče Onehunga v pristanišču Manukau, ločeno z devetimi kilometri. Leta 1841 je krona kupila blok Kohimarama od Ngāti Pāoa (6000 hektarjev, ki se razteza od zaliva Mission Bay proti jugu do Panmureja). Ngāti Pāoa je razumel, da je ta dogovor omogočil Ngāti Pāoa, da se naseli in ustanovi trgovsko postojanko v Parnellu blizu novega mesta Auckland, vendar rezerve niso bile rezervirane. Zemljišče v zalivu Mechanics Bay je bilo sčasoma ustanovljeno kot splošno območje za Ngāti Pāoa, druge iwi in revnejše obiskovalce Aucklanda, ki je bilo leta 1898 razglašeno za javno last.
Med letoma 1847 in 1852 je guverner George Gray ustanovil mesta Onehunga, Ōtāhuhu in Panmure kot postojanke za Royal New Zealand Fencible Corps, zbirko upokojenih britanskih in irskih vojakov, da bi služila kot blažilnik pred domnevno vojno grožnjo iz juga. Onehunga v pristanišču Manukau je postala glavno pristaniško mesto, ki je olajšalo trgovino s plemeni Tāmaki Māori in Waikato s sedežem v Manukau, ki so prodajala in menjavala vire, kot so breskve, melone, ribe in krompir. Do leta 1855 je bila večina zemljišč Ngāti Whātua Ōrākei dana kot tuku kroni ali izgubljena zaradi lastninskih špekulantov, pri čemer je ostal samo 700 arov velik blok Ōrākei.
Večja območja Aucklanda so se lahko razvila po ustanovitvi Velike severne ceste in Velike južne ceste, od katerih je bila slednja ustanovljena v 1860-ih za olajšanje premikov čet med invazijo na Waikato. V 1860-ih so se premožni člani družbe v Aucklandu začeli seliti na podeželje in živeli na lokacijah, kot sta sodobni Newmarket in Epsom. Do poznih 1860-ih je gospodarstvo na ožini začelo nazadovati, potem ko so vojaki ob koncu invazije zapustili območje in ker je bila prestolnica premaknjena južno v Wellington.

#### 1850–1950: razvoj in državna stanovanja
Začetek leta 1859 je melioracija zemljišč v pristanišču Waitematā omogočila Aucklandu, da je postal ladijsko središče, kar je omogočilo izvoz blaga, kot je zlato iz zlate mrzlice v Thamesa in sečnja kaurija, dokler ti viri niso bili izčrpani v zgodnjih 1900-ih. Do leta 1890 je bilo v pristaniščih Aucklanda pridobljenih 53 hektarjev zemlje. V 1890-ih so se številni rti pristanišča Waitematā razvili v vojaške utrdbe zaradi zaskrbljenosti pred morebitno invazijo iz Rusije, vključno s Point Resolution v Parnellu in Bastion Pointom v Ōrākeiju (vendar najbolj vidno viden na North Headu in Mount Victoria na severna obala). V 19. stoletju se je na veliko razpravljalo o načrtih za prekop (različno pri pristanišču Ōtāhuhu ali pri pristanišču reke Whau), ki bi povezoval obe strani ožine, vendar načrti nikoli niso uresničeni in do leta 1910 je bila zamisel opuščena, po dokončanju glavne železniške proge Severnega otoka.
V 19. stoletju so številne vulkanske stožce na ožini, kot so Maungawhau / Mount Eden, Te Kōpuke / Mount Saint John in Maungarei / Mount Wellington, začeli izkopavati, tako da se je skorija lahko uporabljala za materiale za ceste, vendar so do konca stoletja imeli prednost nahajališča bazaltne lave ali droba (greywacke) iz pogorja Hunua. Do leta 1860 je bil vulkan Albert Park v celoti izkopan, do leta 1880 je bil izkopan tudi nevulkanski rt Point Britomart, da bi ga uporabili kot nasip za melioracijo v zalivu Mechanics Bay.
Ožina je bila povezana z okoliškimi območji Aucklanda prek infrastrukturnih projektov. Most Panmure, ki povezuje kmetijska zemljišča v vzhodnem Aucklandu in naselje Howick, je bil odprt leta 1866, leta 1875  je sledil most Māngere, ki povezuje Auckland na jug, in prvi most Grafton leta 1884, ki povezuje osrednje mesto z Graftonom čez Grafton Gully. Prva železnica v Aucklandu je bila odprta leta 1873, 13 km proga Onehunga na odcepu Onehunga med Point Britomart in Onehunga preko Penrosea, ki ji je kmalu zatem sledila južna proga, ki je do leta 1875 povezala ožino južno s Pukekohejem in kot daleč na jugu na glavnem deblu Severnega otoka kot Te Awamutu v Waikatu do leta 1880. Western Line, odsek proge North Auckland, je bil odprt 29. marca 1880 in povezuje Newmarket z Glen Edenom, naslednje leto pa se je razširil vse do Helensvilla proti severu.
Novembra 1902 so odprli tramvajske proge, ki so Onehungo in Herne Bay povezale s središčem mesta. Do leta 1920 in zgodnjih 1930 so bile zgrajene tramvajske proge, ki so povezovale številna predmestja, vključno z Mount Roskill, Remuero, Meadowbank, Point Chevalier (predmestje, ki je bilo na novo zgrajeno v 1920-ih), Trije kralji in Avondale z osrednjim mestom. Odprtje tramvajskih postajališč je privedlo do  razvoja teh predmestij, ki je privabilo družine s srednjim dohodkom, medtem ko so se sosednja predmestja, kot so Ponsonby, Freemans Bay in Gray Lynn, razvila v barakarska naselja zaradi vse slabšega stanovanjskega sklada iz 19. stoletja.
Do zgodnjih 1900-ih je Aucklandska ožina postala najbolj naseljena regija Nove Zelandije. Leta 1911 je Auckland postal industrijsko središče države in do leta 1921 je bilo pristanišče Auckland najbolj obremenjeno na Novi Zelandiji (naziv, ki ga je pozneje prevzelo pristanišče Tauranga). Med letoma 1915 in 1940 je večina severnih in osrednjih območij ožine postala urbanizirana, z območji Mount Albert, Avondale, Ellerslie in Onehunga, ki so se pridružila metropolitanski širitvi Aucklanda. Priljubljenost avtomobilov v 1920-ih je privedla tudi do velikih projektov betoniranja in modrniziranja ulic na otoku.  V 1930-ih so bila vzhodna predmestja Aucklandske ožine povezana z osrednjim mestom po izgradnji Westfield Deviation (danes znane kot vzhodna linijaa) in Tāmaki Drive leta 1932, obe zgrajeni na predelanih pasovih Hobson Bay in Kotlina Ōrākei.
Proti prenaseljenosti in slabi kakovosti stanovanj so se začeli boriti v 1930-ih z urbanističnimi in državnimi stanovanjskimi projekti. Prvo od teh, poimenovano »vrtno predmestje Ōrākei«, je bilo predvideno kot območje predvsem za družine nižjega razreda, hkrati pa je zagotavljalo visokokakovostno stanovanje, ki je v barakarskih naseljih v središču mesta. Do leta 1945 sta bili območji Waterview in Mount Roskill prav tako razviti kot državni stanovanjski projekti. Zemljišče, na katerem je bilo zgrajeno javno stanovanjsko naselje Ōrākei, je bilo zemljišče Ngāti Whātua Ōrākei, ki so ga med letoma 1886 in 1950 posamezniki prodali kroni ali pa so ga prevzeli z zakonom o javnih delih, vključno z Bastion Pointom (ki je bil leta 1886 vzet za obrambno utrdbo) in čistilna naprava v zalivu Ōkahu Bay leta 1908 (zdaj na lokaciji Sea Life akvarija Kelly Tarlton), ki je povzročila znatno onesnaženje v zalivu blizu Ngāti Whātua kāinga. Kāinga (tradicionalna oblika vaškega prebivališča predevropskih Maorov) in marae v zalivu Ōkahu so zasegli in zažgali leta 1952, pod pretvezo, da so jih polepšali za kraljevi obisk kraljice Elizabete II. leta 1953, prebivalce pa so preselili v bližnja državna stanovanja.